# Wallace Beery

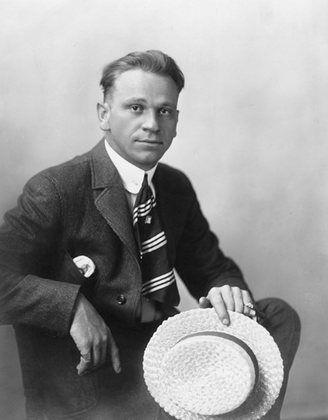
Wallace Beery (omkring 1914).

Wallace Fitzgerald Beery, född 1 april 1885 i Smithville i Clay County, Missouri, död 15 april 1949 i Beverly Hills, Los Angeles, Kalifornien, var en amerikansk skådespelare.
Beery började som medhjälpare till en elefanttränare 1902 hos Ringling Brothers Circus, och två år senare kom till Broadway i New York, och från 1913 var han verksam inom filmen, ofta i skurkroller.
Då ljudfilmen kom visade han sig vara en synnerligen mångsidig aktör och blev en av sin tids populäraste stjärnor, nu i roller som älskvärd, folklig "slashas". Han Oscarbelönades 1931 för filmen En hjälte. Han medverkade i ett antal komedier tillsammans med Marie Dressler.
Han var gift 1916–1919 med Gloria Swanson. Under den tiden medverkade de i ett antal filmer tillsammans. Han var senare gift med Rita Gilman. 

## Filmografi i urval
- 1920 – Den siste Mohikanen
- 1921 – De fyra ryttarna
- 1923 – Tro, hopp och kärlek
- 1925 – Vandraren
- 1930 – Billy the Kid
- 1931 – The Stolen Jools
- 1931 – En hjälte
- 1932 – Grand Hotel
- 1933 – Middag kl. 8
- 1934 – Skattkammarön
- 1934 - Viva Villa!
- 1935 - Cirkus Barnum
- 1935 – Ljuva ungdomstid
- 1937 - Slavskeppet
- 1949 – Big Jack